# Le Ménil-Bérard
Le Ménil-Bérard är en kommun i departementet Orne i regionen Normandie i nordvästra Frankrike. Kommunen ligger i kantonen Moulins-la-Marche som tillhör arrondissementet Mortagne-au-Perche. År 2022 hade Le Ménil-Bérard 68 invånare.

## Befolkningsutveckling
Antalet invånare i kommunen Le Ménil-Bérard
| Referens: INSEE |